# Joseph de Fürstenberg-Stühlingen
Joseph Wilhelm Ernest de Fürstenberg-Stühlingen (* 13 avril 1699 à Augsbourg; † 29 avril 1762 à Vienne) était de 1744 à 1762, le cinquième Prince de Fürstenberg et de 1735 à 1740 et 1742 à 1748 commissaire principal impérial à la Diète perpétuelle d'Empire à Ratisbonne.

## Biographie
Joseph était le fils du comte Prosper de Fürstenberg-Stühlingen (* 12 septembre 1662; † 21 novembre 1704) et de la comtesse Sophie de Königsegg-Rothenfels. Après la mort prématurée du père, sa tutelle est confiée à Anton Egon de Fürstenberg.
Joseph a commencé sa formation supérieure en 1710, à Pont-à-Mousson, puis à Strasbourg avec l'étude de la Philosophie et du Droit, et enfin en 1718 à Utrecht.
En 1716, après l'extinction de la ligne de Fürstenberg-Heiligenberg, Joseph avec les autres descendants mâles des lignes de Fürstenberg-Mößkirch et Fürstenberg-Stühlingen reprennent leurs biens.
Le 31 octobre 1723, il fixe sa résidence à Stühlingen après Donaueschingen. Le 30 août 1735, il succéda à son oncle, Froben-Ferdinand de Fürstenberg, sur nomination de l'empereur Charles VI comme commissaire principal de la Diète.
En 1739, il a été fait chevalier de l'Ordre de la Toison d'or.
Marie-Thérèse lui retira la place en 1740 mais en 1742, le nouvel empereur Charles VII la lui rend.
Après l'extinction de la ligne de Fürstenberg-Mößkirch, Joseph hérite en 1744 des possessions souabes de Charles-Frédéric de Fürstenberg. Il a organisé une administration, et est ainsi considéré comme le véritable fondateur de la principauté.
En tant que diplomate de Charles VII, il a essayé à diverses reprises, de négocier la paix entre la Bavière et de l'Autriche, en 1745, après la mort de Charles VII. Il a mené les négociations avec le représentant de l'Autriche, le Comte Colloredo, pour conclure la Paix de Pieds. Joseph accusé d'avoir trop cédé pour protéger les biens de sa femme en Bohême.
Le nouvel Empereur, François de Lorraine, a nommé Joseph, à nouveau, comme commissaire principal, lui donnant comme adjoint le baron Karl Joseph de Palm, un fidèle de la Maison des Habsbourg.

## Mariages et Descendance

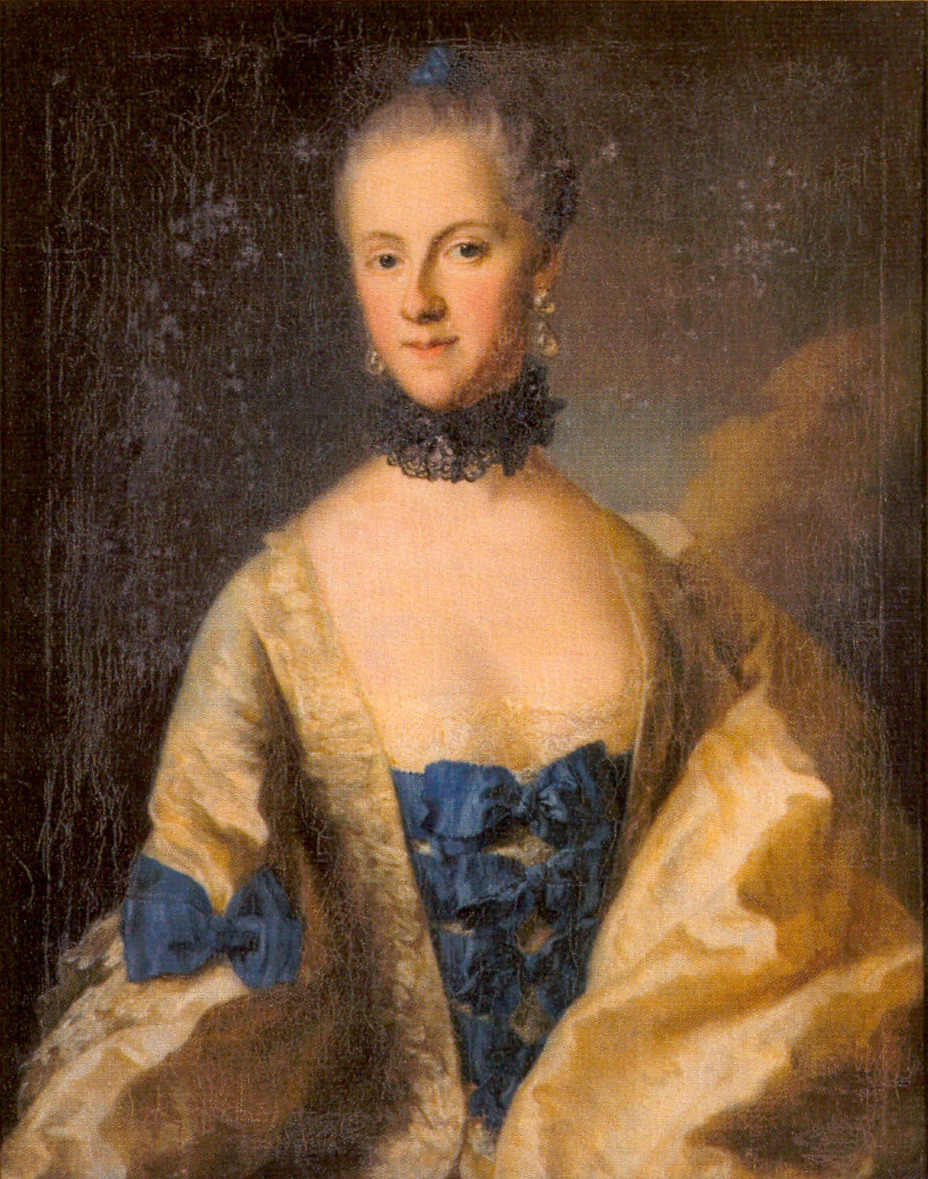
La princesse Marie-anne de Fürstenberg, geb. Comtesse du Choix, Veuve du Prince Joseph Wilhelm Ernst de Fürstenberg

Joseph a épousé, par l'intermédiaire de son oncle, Froben-Ferdinand, héritier de Pürglitz, Marie Anne de Waldstein (* 22 février 1707; † 12 novembre 1756), fille du comte Joseph de Waldstein le 6 juin 1723, et ont eu huit enfants:
- Marie Éléonore (* 15 décembre 1726; † 16 décembre 1726)
- Joseph Wenzel (* 21 mars 1728, mort le 2 juin 1783)
- Charles Egon (* 7 mai 1729; † 11 juillet 1787), fondateur de la branche de Pürglitz ∞ Maria Josepha von Sternberg, d'où Charles Aloys de Fürstenberg
- Marie Augusta Josepha (* 16 mars 1731; † 10 février 1770), Abbesse du Monastère de saint-Georges sur le Hradčany à Prague
- Marie Henriette Josepha (* 31 mars 1732, mort le 4 juin 1772) ∞ au prince Alexandre Ferdinand von Thurn und Taxis
- Marie Emmanuelle-Sophie (* 23 décembre 1733; † 28 mars 1776), religieuse carme
- Prosper Marie François (* 26 mars 1735; † 20 avril 1735)
- Marie-Thérèse, Josepha Rosalia (* 4 septembre 1736, décédé le 8 mai 1774), religieuse Ursuline

Le 4 janvier 1761 il se remarie avec Marie-Anne, comtesse Von der Wahl (* 22 septembre 1736; † 21 mars 1808, à Meßkirch); ce mariage n'eut pas d'enfants.

## Littérature
- Hugo Siefert : Es grüne bayrn und dem nichts gleich das höchste haus von öesterreich – Mit Donaueschinger Hilfe kommt 1745 der Füssener Frieden zustande; in: Schriften der Baar Band 51, Donaueschingen 2008, S. 17–30 Écritures de l'Association pour l'Histoire et l'histoire Naturelle de la Baar – 51. Bande 2008 (PDF; 37,8 MO)